# Litsea foveola
Litsea foveola är en lagerväxtart som beskrevs av André Joseph Guillaume Henri Kostermans. Litsea foveola ingår i släktet Litsea och familjen lagerväxter. Inga underarter finns listade i Catalogue of Life.